# Piotr Soler
Piotr Soler (ur. 28 kwietnia 1827 w Lorce; zm. 10 lipca 1860 w Damaszku) – hiszpański franciszkanin, misjonarz, męczennik, Święty Kościoła katolickiego.

## Życiorys
W 1856 roku wstąpił do zakonu Braci Mniejszych. Gdy skończył studia, został wyświęcony na kapłana. Wkrótce wyjechał do Jerozolimy, gdzie został zamordowany 10 lipca 1860 roku. Został beatyfikowany przez papieża Piusa XI w dniu 10 października 1926 roku. 20 października 2024 został kanonizowany przez papieża Franciszka. 